# Gitarren der Liebe
Gitarren der Liebe ist ein deutsches Filmlustspiel mit viel Musik aus dem Jahr 1954 von dem Regisseur Werner Jacobs. Das Drehbuch geht zurück auf eine Idee von Per Schwenzen und Joachim Wedekind. Die Hauptrollen sind mit Vico Torriani, Elma Karlowa, Topsy Küppers, Harald Juhnke, Gerd Vespermann, Horst Uhse, Ellen Isenta und Ralph Lothar besetzt. Erstmals ins Kino kam der Streifen am 7. Oktober 1954 in Hannover.

## Handlung
Die Musikanten Gisa, Walter, Paul und Tom, die sich selbst „Die heißen Vier“ nennen, fahren mit einem klapprigen Auto nach Italien in der Hoffnung, dort groß herauszukommen. Als der Wagen wieder einmal eine Panne hat, kommt ihnen der Einheimische Roberto Trenti zu Hilfe. In Windeseile hat er den Karren repariert. Doch bevor er sich wieder auf sein Fahrrad schwingt, gibt er den Vieren noch den Tipp, am nächsten Sonntag nach Venticasi zu kommen. Dort heirate seine verflossene Freundin den Bürgermeister, und bei dieser Gelegenheit böte sich möglicherweise Gelegenheit, etwas zu verdienen.
Roberto sorgt bei der Hochzeitsfeier für einen Eklat, indem er ein Lied vorträgt, das für Braut und Bräutigam alles andere als schmeichelhaft ist. Daraufhin schickt sich der Bürgermeister an, den Sänger in das ausgetrocknete Flussbett zu werfen, landet aber wegen seiner Ungeschicklichkeit letztendlich selber darin. Als sich die empörten Hochzeitsgäste auf Roberto stürzen wollen, entschwindet dieser rasch mit den „Heißen Vier“.
Auf einer kleinen Brücke kommt den Fünfen ein Straßenkreuzer entgegen, was beide Fahrzeuge erst einmal zum Halten zwingt. Bei der Beifahrerin handelt es sich um die bekannte Sängerin Ilona Mirko. Im Auftrag  des Konzertagenten Bernardo ist sie auf der Suche nach einem Naturtalent namens Roberto Trenti, der als Ersatz für sie bei der Tournee mit dem Orchester Mantovani einspringen soll, da sie aus persönlichen Gründen von ihrem Vertrag zurücktreten möchte. Roberto verliebt sich zwar Hals über Kopf in das Mädchen, gibt sich aber nicht zu erkennen und fährt mit seinen neu gewonnenen Freunden weiter, denen er sich als Sänger angeschlossen hat und die er nicht im Stich lassen möchte. Letztendlich gelingt es Ilona aber doch, ihn ausfindig zu machen, er bleibt aber dabei, dass er nicht anders könne, als sein gegebenes Wort seinen Musikerkollegen gegenüber zu halten.
Nachdem es bei einem gemeinsamen Ausflug zum ersten Kuss zwischen Roberto und Ilona gekommen ist, verspricht er ihr, noch einmal über die Chance, die ein solcher Vertrag ihm biete, nachzudenken und mit seinen Freuden darüber zu sprechen. Indes versucht Fred Jacques, mit dem Ilona, ohne es zu wissen, ihren Vertrag abgeschlossen hat, erneut in ihr Leben einzugreifen, indem er Roberto weismacht, dass sie ihn nur becirct habe, weil sie einen Ersatz brauche und eine raffinierte Person sei. Allerdings ist er derjenige, wegen dem Ilona ihren Vertrag nicht einhalten will, da er ihr schon einmal übel mitgespielt hat. So unterschlägt er auch einen von Ilona an Roberto gerichteten Brief, in dem sie ihn um ein persönliches Gespräch bittet, was den Bruch zwischen beiden besiegelt. Dann allerdings greifen Mantovani  und Bernardo persönlich in das Geschehen ein und führen alles zu einem guten Ende.
Bei seinem ersten großen Auftritt kann Roberto nicht nur einen bemerkenswerten Erfolg verbuchen, wichtiger noch ist ihm, dass Ilona zusammen mit ihm auf der Bühne steht und sie gemeinsam den Liebeswalzer singen.

## Produktion

### Produktionsnotizen
Der Film wurde in einem Behelfsatelier in einer Fabrikhalle in Rapallo sowie im Atelier der Bavaria Film in Geiselgasteig produziert. Die Außenaufnahmen entstanden in Santa Margherita Ligure sowie in Genua und Umgebung. Hans Berthel schuf die Bauten, Produzent Willy Zeyn sowie Erwin Gitt übernahmen die Produktionsleitung. Neben Mantovani und seinem Charmaine Orchester spielt das Münchner Tonfilm Orchester.

### Musik
Die Lieder aus dem Film erschienen seinerzeit bei Telefunken.
- Charmaine, Musik: Ernö Rapée
- Ramona, Musik: Mabel Wayne
- Abschied von Sorrent, Musik: E. de Curtis
- Luxembourg Polka, Musik: Emile Reisdorff
- Liebeswalzer, Musik: Willy Mattes, Text: Ralph Maria Siegel

Nachfolgende Titel Musik: Willy Mattes, Text: Walter Brandin
- Ein Vis-à-Vis, wie Sie
- La Signora Musica
- Cuculino, Cuculo
- Tausend Mandolinen
- Kleiner Mohr

### DVD
Der Film wurde von der Alive AG am 29. Juni 2018 innerhalb der Reihe „Juwelen der Filmgeschichte“ auf DVD herausgegeben.

## Kritik
„Ein liebenswerter, unterhaltsamer Musikfilm mit einem glänzend aufgelegten Vico Torriani, seinen flotten Schlagern und einer malerischen Italien-Kulisse. Als entdecktes Naturtalent beweist Vico Torriani, … dass er nicht nur ein Frauenherzen betörender Sänger und charmanter Bursche ist, sondern auch ein sympathisch-natürlicher Schauspieler“, schrieb ein Kritiker als der Film 1954 ins Kino kam.
Das Lexikon des internationalen Films hält nicht viel von dem Streifen: „Banale Liebesverwirrungen, aufgesetzte Lustigkeit, schmalzige Lieder und ein bunter Reiseprospekt von Italien als Kulisse in einem zum alsbaldigen Gebrauch bestimmten Schlagerfilm für die Vico-Torriani-Fans der fünfziger Jahre.“
Die Zeitschrift Filmblätter schrieb, Vico Torriani beweise „zum zweiten Male, daß er nicht nur ein Frauenherzen betörender Sänger und charmanter Bursche ist, sondern auch ein sympathisch-natürlicher Schauspieler.“
Cinema war der Meinung „seichte Musikposse“, um den Film dann mit den Worten abzutun: „Schlagerschnulze um zwei Goldkehlchen in tausend Nöten. Mit 60er-Star Vico Torriani.“ Das Fazit lautete dann auch: „Wo Schnulze erklingt, das Däumlein sinkt“.

## Quelle
- Programm zum Film: Das Neue Film-Programm, erschienen im Klemmer-Verlag Mannheim, ohne Nummernangabe